# Sân bay quốc tế Cincinnati/Bắc Kentucky
Sân bay quốc tế Cincinnati/Bắc Kentucky (tiếng Anh: Cincinnati/Northern Kentucky International Airport hay Greater Cincinnati/Northern Kentucky International Airport) (IATA: CVG, ICAO: KCVG) là một sân bay tại Hebron ở vùng chưa thành lập của Quận Boone, Kentucky, Hoa Kỳ, và phục vụ vùng đô thị Đại Cincinnati (Greater Cincinnati). Máy bay đầu tiên đáp xuống tại sân bay này ngày 10 tháng 1 năm 1947. Dù thuộc về Quận Boone, sân bay được quản lý bởi Ủy ban Sân bay của Quận Kenton bên cạnh. Mã sân bay, CVG, bắt nguồn từ thành phố gần nhất vào lúc mở cửa, Covington, Kentucky, nhưng Ủy ban Sân bay hay cho rằng nó có nghĩa là Cincinnati Very Good ("Cincinnati hay lắm"), chỉ đến thành phố lớn nhất ở vùng đó, Cincinnati. Vì tên đầy đủ dài lắm, người ta thường gọi nó đơn giản là "Sân bay Cincinnati" (Cincinnati Airport) hay "CVG" (phát âm như "xi-vi-gi"), bắt chước Sân bay quốc tế Los Angeles (LAX).

## Các hãng hàng không và điểm đến

Bản đồ sân bay

Vì những phòng chờ riêng khỏi các concourse, và vì ba máy bay có thể cất cánh hay đáp xuống cùng lúc, CVG là một sân bay rất hiệu quả về số lượt chuyến máy bay. CVG là trạm trung chuyển lớn thứ hai của Delta Air Lines và là trạm trung chuyển chính của hãng hành không con của Delta, Comair, hãng cung cấp các đường bay máy bay phản lực khu vực (regional jet) dưới tên Delta Connection. Như thế, sây bay này có vai trò quan trọng trong hệ thống mô hình trục và nan hoa (hub and spoke model) của Delta tại miền Trung Tây. Sau khi tuyên bố phá sản năm 2005, Delta giảm số đường bay, ảnh hưởng đến CVG nhiều. Số và cỡ chuyến bay ban đêm đến nhiều thành phố bị giảm xuống để hợp nhu cầu địa phương hơn, vài dịch vụ bị trừ hẳn. Sau sự giảm bớt này, mỗi ngày CVG có 400 chuyến bay thẳng tới 120 điểm.
Sân bay có ba nhà ga hành khách (terminal).

### Terminal 1
Terminal 1 bị đóng cửa ngày 16 tháng 1 năm 2007 và hiện nay chỉ chứa văn phòng quản lý của sân bay.

### Terminal 2
Cho đến gần đây, nó chỉ được sử dụng bởi US Airways Express. American Airlines, United Airlines, và US Airways đều sử dụng Terminal 2.
- American Airlines
  - American Eagle (Chicago-O'Hare, Dallas/Fort Worth, New York-LaGuardia, Miami)
- United Airlines (Chicago-O'Hare)
  - GoJet Airlines (Chicago-O'Hare, Washington-Dulles)
  - SkyWest (Chicago-O'Hare, Denver)
- US Airways
  - Air Wisconsin (Charlotte, Philadelphia)
  - PSA Airlines (Charlotte)

### Terminal 3
Terminal 3, được xây riêng cho Delta, có ba concourse riêng được nối bằng hệ thống tàu điện ngầm và xe buýt ngầm. Terminal 3 được phục vụ bởi Delta, các hãng vùng được Delta bảo trợ, và hai hãng Continental Airlines và Northwest Airlines thuộc liên minh SkyTeam. Terminal 3 là terminal duy nhất có văn phòng Hải quan Hoa Kỳ, do vậy được sử dụng bởi USA3000 Airlines, và, cho đến gần đây, TransMeridian Airlines.
- Continental Airlines
  - Commutair (Cleveland)
  - Continental Express operated by ExpressJet Airlines (Houston-Intercontinental, Newark)
- Delta Air Lines (Albuquerque, Atlanta, Baltimore/Washington, Boston, Cancún, Columbus (OH), Denver, Fort Lauderdale, Fort Myers, Frankfurt, Hartford/Springfield, Las Vegas, London-Gatwick, Los Angeles, New York-JFK, New York-LaGuardia, Orange County, Orlando, Paris-Charles de Gaulle, Phoenix, Pittsburgh, Portland (OR), Salt Lake City, San Diego, San Francisco, Seattle/Tacoma, Tampa, Washington-Reagan)
  - Atlantic Southeast Airlines (Atlanta, Columbia (SC), Green Bay, Huntsville, Philadelphia, Toronto-Pearson, Tulsa)
  - Chautauqua Airlines (Akron/Canton, Allentown/Bethlehem, Asheville, Birmingham (AL), Blountville/Tri-Cities, Buffalo, Charleston (SC), Charleston (WV), Chattanooga, Cleveland, Columbus (OH), Dayton, Detroit, Evansville, Fayetteville (AR), Fort Wayne, Greensboro, Greenville (SC), Hartford/Springfield, Huntington, Huntsville, Indianapolis, Kalamazoo, Knoxville, Lexington, Little Rock, Louisville, Madison, Memphis, Milwaukee, Myrtle Beach, Nashville, New Orleans, New York-JFK, Norfolk/Virginia Beach, Pittsburgh, Portland (ME), Raleigh/Durham, Richmond, Roanoke, Savannah, South Bend, St. Louis, State College (PA), Toledo, Wilkes-Barre/Scranton)
  - Comair (Albany (NY), Allentown/Bethlehem, Appleton, Austin, Baltimore/Washington, Bangor, Baton Rouge, Birmingham (AL), Buffalo, Burlington (VT), Cedar Rapids/Iowa City, Charleston (SC), Charlotte, Chicago-O'Hare, Cleveland, Colorado Springs [ends June 5], Columbus (OH), Dallas/Fort Worth, Dayton, Daytona Beach, Denver, Des Moines, Detroit, Fort Myers, Fort Lauderdale, Fort Walton Beach, Grand Rapids, Green Bay, Greensboro, Greenville (SC), Harrisburg, Hartford/Springfield, Houston-Intercontinental, Huntsville, Jackson (MS), Jacksonville (FL), Kansas City, Knoxville, Lansing, Lexington, Louisville, Manchester (NH), Memphis, Miami, Milwaukee, Minneapolis/St. Paul, Montréal, Nashville, New Orleans, New York-JFK, New York-LaGuardia, Newark, Norfolk/Virginia Beach, Oklahoma City, Omaha, Philadelphia, Pittsburgh, Providence, Raleigh/Durham, Richmond, Rochester (NY), San Antonio, Sarasota/Bradenton, Savannah, Sioux Falls, Springfield (MO), St. Louis, Syracuse, Tampa, Toronto-Pearson, Tulsa, Washington-Dulles, Washington-Reagan, West Palm Beach, White Plains, Wilkes-Barre/Scranton)
  - Freedom Airlines (Buffalo, Charlotte, Charleston (SC), Columbia (SC), Dayton, Greensboro, Knoxville, Louisville, Newark, Portland (ME), Raleigh/Durham, Richmond, Washington-Dulles)
  - SkyWest (Chicago-O'Hare, Dallas/Fort Worth, Denver)
- Northwest Airlines
  - Mesaba Airlines (Minneapolis/St. Paul)
  - Pinnacle Airlines (Detroit, Minneapolis/St. Paul)
- USA3000 Airlines (Cancún, Fort Myers, St. Petersburg/Clearwater)

### Hàng hóa
- American Airlines
- Ameriflight
- Continental Airlines
- DHL Worldwide Express
- Delta Air Lines
- FedEx Express
- Northwest Airlines
- Target Logistics
- United Airlines
- US Airways

## Giá vé
CVG thường là một trong những sân bay lớn mà đắt nhất ở Hoa Kỳ. Hơn 88% chuyến bay tại CVG là của Delta và hãng con Comair, số này thường được chỉ đến là lý do có giá vé cao cho những chuyến trong nước. Các nhân viên sây bay cho rằng Delta bán phá giá (predatory pricing) để đuổi ra hãng hàng không giá rẻ. Trong thời gian từ 1990 đến 2003, 10 hãng giá rẻ bắt đầu phục vụ CVG nhưng cuối cùng phải rút khỏi sân bay, bao gồm Vanguard Airlines, hãng rút khỏi CVG hai lần. Delta cho rằng các giá vé có lý, nhất là khi tính vào tính kết nối và số chuyến bay thẳng mà sân bay trục cung cấp cho một thị trường bằng cỡ Cincinnati.
Theo cuộc điều tra do CVG đặc làm, 18% cư dân vùng Cincinnati bay từ một trong năm sân bay gần – Dayton, Louisville, Port Columbus, Indianapolis, hoặc Blue Grass (Lexington) – thay vì CVG.

## Các bức tranh tường công nghiệp
Sân bay này có 14 bức tranh tường lớn kiểu Art Deco, được sơn cho Nhà ga Union ở Cincinnati vào thời Đại khủng hoảng. Các bức tranh khảm về những người làm việc trong sở Cincinnati được treo trong nhà ga theo thiết kế của Winold Reiss, họa sĩ gốc Đức có danh tiếng về thiết kế nội thất.
Khi thành phố Cincinnati dự định phá một concourse trong nhà ga năm 1972, một "Ủy ban Cứu Nhà ga" gây quỹ để gỡ 14 bức tranh trong concourse khỏi tường và chuyển nó đến sân bay. Các bức tranh này được treo lên trong cả ba nhà ga hành khách, vào lúc Terminal 2 và Terminal 3 đang được xây trong việc mở rộng và sửa sang sân bay.
Các bức tranh này được chiếu trong phim Rain Man đóng Dustin Hoffman và Tom Cruise. Đường bộ tới một terminal ở CVG cũng được vào phim, trong lúc mà Raymond (Hoffman) từ chối lên máy bay.